# Sydney Football Stadium
Pour les articles homonymes, voir Allianz (stade).
Le Sydney Football Stadium, (aussi dénommé Allianz stadium pour des raisons de naming) anciennement appelé l'Aussie Stadium, était un stade construit à Moore Park, dans la banlieue de Sydney (Australie) en 1988 pour être le premier à répondre à un terrain rectangulaire qu'exige le rugby à XIII, il est depuis également utilisé en football et rugby à XV.
Le stade est démoli le 8 mars 2019, pour laisser la place au nouveau Sydney Football Stadium qui sera inauguré le 28 août 2022.

## Utilisation
Il s'agit du stade résident de trois clubs sportifs :
- Sydney Roosters pour le rugby à XIII.
- Waratahs pour le rugby à XV.
- Sydney FC pour le football.

Il accueille régulièrement des quarts et demi-finales de la National Rugby League (rugby à XIII) ainsi que des matchs préliminaires chaque année.
De nombreux artistes s'y sont produits comme U2, Eminem ou encore les Foo Fighters
Le stade accueillera le Where We Are Tour par One Direction en 2014 
En 2016, le stade accueille l'étape australienne du World Rugby Sevens Series.

## Évènements
- Coupe du monde de rugby à XV 2003
- Coupe d'Océanie de football 2004
- Coupe du monde de rugby à XIII 2008
- Coupe du monde de rugby à XIII 2017